# جون فيتري
جون فيتري (بالفرنسية: Jean Fautrier)‏ (و. 1898 – 1964 م) هو رسام، ونحات من فرنسا. ولد في باريس.
توفي عن عمر يناهز 66 عاماً.